# Letis opalisans
Letis opalisans là một loài bướm đêm trong họ Erebidae.